# Jane Kennaway
Jane Kennaway (* 1955) ist eine britische Singer-Songwriterin und Gitarristin des Punk Rock, Post-Punk und New Wave. Sie wurde vor allem durch den Charthit IOU von 1981 bekannt, den sie gemeinsam mit ihrer Band Strange Behaviour veröffentlichte.

## Leben und Karriere

### Vom Hausboot zur Punksängerin
Kennaway ist die jüngste Tochter des Schriftstellers James Kennaway. Sie wuchs auf den Reisen ihres Vaters in verschiedenen Staaten auf, darunter Frankreich, Italien, die USA und Indien, wo die Familie auf einem Hausboot in Kaschmir lebte. Später ging sie auf Internate in Edinburgh und Cheltenham. Mit 15 Jahren begann sie, nach dem Tode ihres Vaters, mit dem Schreiben von Songs. Mit ihrer Schwester Emma ging sie, nachdem sie aus dem Internat entlassen worden war, als Begleitung der Patrick Samson Band, einer Musikgruppe zweier libyscher Brüder, auf eine Italien-Tournee. In London, wo sie im Versandhandel von Lightning Records arbeitete, schloss sie sich einer Band namens Trigger Happy an, die sich bald auflöste.
Im Jahr 1978 gründete sie eine erste eigene Punkband, The Sneaks, in der sie sang und Gitarre spielte. Sie selbst bezeichnete im Interview mit Smash Hits die Musik der Sneaks als „eine Art Jazz-Punk“ und nannte die Band Television als ihr großes Vorbild. Zur Gruppe gehörte der spätere Musikjournalist und Filmkritiker Tom Hibbert. Aufnahmen der Sneaks gibt es nicht. In dieser Zeit arbeitete Kennaway auch als Sessionsängerin, unter anderem für Nana Love, die Members, New Musik sowie für Werbung und Jingles. Ihr Management Deckstar versuchte parallel vergeblich, sie als Schauspielerin zu installieren.

### Durchbruch mit Strange Behaviour
Im Jahr darauf riefen Kennaway und Deckstar die Band Strange Behaviour („Merkwürdiges Verhalten“) ins Leben. Schlagzeuger Andy Duncan (ehemals unter anderem bei der Band Linx) war hauptverantwortlich für die weitere Auswahl der Mitglieder. Letztlich bestand die Gruppe neben Kennaway und Duncan aus Wims (Gitarre, vormals The Planets), Eugene Organ (Gitarre, Ex-Charlie) und Keith Wilkinson (Bassgitarre, zuvor bei Café Jacques). Kennaway und Band wurden im Oktober 1979 vom Musikverlag DinSong unter Vertrag genommen, einem Tochterunternehmen von Virgin Records, das auch das Label Dindisc begründete (unter anderem mit den ersten Veröffentlichungen von Orchestral Manoeuvres in the Dark). DinSong ließ eine Promo-EP pressen, von der 1.000 Exemplare an Entscheider im Musikbusiness verteilt wurden. Dies sollte helfen, der Band einen Plattenvertrag zu beschaffen, der Versuch blieb jedoch vergebens. Auf dem Cover wurde die Platte Jane Kennaway & Limited Edition zugeschrieben, auf dem Label war jedoch nur Kennaway angegeben, die auch alle vier Songs geschrieben hatte, darunter einer namens Limited Edition.
Ihren Durchbruch feierte die Band mit Auftritten im Londoner 100 Club. Drei ihrer Songs wurden auf Kompilations-Langspielplatten der clubeigenen Produktionsfirma veröffentlicht: im September 1980 das Lied Catch Cool auf Band’its at Ten O’Clock und einen Monat darauf sowohl Atmospheres of England als auch Scratching the Surface auf Live at the 101 – Warts ’n’ All. Catch Cool, das die zweite LP-Seite eröffnete, wurde von Bev Perry, dem Rezensenten des Record Mirror, hervorgehoben: „[Kennaways] sinnliche Stimme, die über einem vulgären Bluestrack liegt, macht wirklich Lust auf mehr.“

### Charterfolg mitIOU
Im November 1980 veröffentlichten Jane Kennaway & Strange Behaviour den Song IOU (Abkürzung für I owe you, deutsch „ich schulde dir“, auch „Schuldschein“). Die Single mit der B-Seite Take Me Away kam zunächst in einer Auflage von 2.000 Stück auf dem bandeigenen Label Growing Up In Hollywood mit der Katalognummer GROW1 heraus, „um für einen Plattenvertrag zu werben“, so Kennaway in der Musikzeitschrift Smash Hits vom 5. Februar 1981. In einer Anzeigenkampagne warb das Management damit, dass die ersten 3.000 [frei verkäuflichen] Exemplare zum Sonderpreis von 50 Pence zu erhalten seien. Produziert wurde IOU von Andy Duncan mit Unterstützung der Band.
IOU ist ein Lied, dessen Text dem Zeitgeist der Punk- und Post-Punk-Bewegung entspricht, jedoch nicht dem sozialen Hintergrund der Sängerin. Kennaway schrieb über Armut und Schulden. „Wir sehen so viel, das wir haben wollen, und können uns doch so wenig leisten, wir sind nur Opfer der bösen weltweiten Inflation“, heißt es, und im Refrain „Auf dem Konto habe ich kein Geld, keine Bonität, kein Geldfluss […] ohne Moos nix los“.
Am 20. Dezember 1980 wurde die Single im Record Mirror besprochen. Rezensent Rob Russell listete IOU unter the best ones, den besten, auch wenn er nicht nur lobte: „Viel Stil, forsches und selbstbewusstes Auftreten, aber die Fassade kann den im Grunde schwachen Song nicht ganz verbergen. […] Er verspricht aber viel für die nächsten Lieder.“ Mark Ellen urteilte in Smash Hits: „Strange Behaviour liefern geschmackvoll zurückhaltenden Gitarrensound, als ob sich ihre Welt um Keith Richard drehen würde. IOU ist gespickt mit schlimmen Wortspielen über Janes knappes Bankguthaben, verdient es aber, ihr ein oder zwei Scheine einzubringen.“
IOU stieg, da noch auf dem Label der Band, zunächst in die Indie-Charts ein und wurde dort am 17. Januar 1981 für eine Woche auf Platz 48 notiert. Mittlerweile hatte Deram, ein Label von Decca Records, die Band unter Vertrag und die Single (Katalognummer DM436) übernommen. Sie wurde ab dem 24. Januar 1981 für drei Wochen in den offiziellen Charts notiert, kam bis auf Platz 65. In der Woche des offiziellen Charteinstiegs setzte der Record Mirror Jane Kennaway auf sein Titelbild und widmete ihr zwei Seiten.
Die Single wurde auch in Deutschland veröffentlicht, der Titel wurde jedoch mit Abkürzungspunkten versehen: I.O.U.

### Zeit nach dem Erfolg
Noch Anfang 1981 wechselte Kennaway zur Agentur TBA Management. Im März des Jahres gab es die nächste Single. Die Songs Celia und Radio waren bereits auf der Promo-EP des Jahres 1979 veröffentlicht worden. Die Neuaufnahmen waren von Steve Lillywhite produziert; wie zuvor wurde lediglich Jane Kennaway als Interpretin genannt.
Im Juli 1981 wurde Year 2000 veröffentlicht, ein Lied, das Kennaway mit Thomas Dolby geschrieben hatte, der es auch produzierte. Der Song schaffte es in die Radio 1 Playlist Charts, ohne jedoch in die offiziellen Top 100 einzusteigen.
Kennaway legte eine fast zweijährige Schaffenspause ein, in der sie sich offiziell sowohl von Strange Behaviour als auch von Deram trennte. Im August 1983 versuchte sie ein Comeback auf ihrem eigenen IOU-Label. Trotz dreimonatiger Promotion-Kampagne mit Anzeigen in der Fachpresse und einer Promotiontour konnte die Single I’m Missing You sich im Folgemonat nur in Indie-Airplay-Charts platzieren, da aber auf Platz eins. Im Interview mit der Debüt LP/Zeitschrift erklärte sie den musikalischen Unterschied zu vorherigen Aufnahmen damit, dass sie nun „ganz einfach alles selbst gemacht“ habe. „Als ich noch meine Band hatte, wollte jeder mitmischen. […] Jetzt habe ich mit Gitarren und […] einem Synthesizer, alles alleine aufgenommen, zunächst zu Hause auf einer kleinen Vierkanal-Cassettenmaschine. Dann […] habe ich mir ein paar Studiomusiker ausgesucht […] und die richtige Aufnahme gemacht.“ 
In diesem Interview mit H. Hog kündigte sie für das Frühjahr 1984 ein Album an, das jedoch nie erschien. Nach Ankündigung einer Single mit dem Titel Don’t Do It im Oktober 1983 in der Musikpresse, kurz nach Geburt ihrer Tochter, beendete Kennaway ihre Solokarriere zu Gunsten des Familienlebens. Sie lebte später lange in Frankreich, seit den 2010er-Jahren in Cornwall. Im Jahr 2011 veröffentlichte LTM Recordings eine Kompilation ihrer 1980er-Jahre-Werke. In der begleitenden Biographie beschrieb sie ihre musikalische Beschäftigung zu der Zeit: „Ich schreibe immer noch und trete auf und produziere. Ich arbeite als Musiklehrerin, mache Festival-Promotion, schreibe Lieder für Beerdigungen, Geburtstage, Hochzeiten – sogar ein Jingle für eine Regionalpartei in Essex.“ Als Sängerin trat sie 2012 wieder in Erscheinung, auf einer Single der Band Daytoner. Drei Jahre später sang sie 2015 bei den Renegades of Jazz.

## Diskografie
Singles und EPs
- 1979: Celia / Radio // Hamburger City / Limited Edition (Promo-EP, Dinsong)
- 1980: IOU / Take Me Away (Jane Kennaway & Strange Behaviour, Growing Up in Hollywood)
- 1981: IOU / Take Me Away (Jane Kennaway & Strange Behaviour, Deram)
- 1981: Celia / Radio (Deram)
- 1981: Year 2000 / 5 On 84th Street (Deram)
- 1983: I’m Missing You / The Way We Really Are (IOU)

Alben
- 2011: IOU (CD-Kompilation, LTM)